# Koosje van Voorn
Koosje van Voorn (Países Bajos, 15 de enero de 1935) es una nadadora neerlandesa retirada especializada en pruebas de estilo libre, donde consiguió ser subcampeona olímpica en 1952 en los 4x100 metros.

## Carrera deportiva
En los Juegos Olímpicos de Helsinki 1952 ganó la medalla de plata en los relevos de 4x100 metros estilo libre, con un tiempo 4:29.0 segundos, tras Hungría (oro) y por delante de Estados Unidos (bronce); sus compañeras de equipo fueron las nadadoras: Marie-Louise Linssen-Vaessen, Hannie Termeulen y Irma Heijting-Schuhmacher.